# Persone di nome Willem
| Questa pagina contiene informazioni ricavate automaticamente dalle voci biografiche con l'ausilio del template Bio e di un bot. L'aggiornamento è periodico e automatico e ricostruisce completamente la pagina. Se manca una persona in questa lista, sei pregato di non aggiungerla, ma accertati piuttosto che la sua voce biografica contenga il template Bio e che i dati anagrafici siano correttamente compilati. Se il template Bio manca, inseriscilo tu stesso o, in alternativa, metti l'avviso {{tmp\|Bio}} che ne segnala la mancanza. Se i dati riportati sono sbagliati, correggi direttamente la voce biografica; le modifiche saranno visibili in questa lista entro pochi giorni. Per chiarimenti vedi il progetto antroponimi. La lista contiene solo le 142 persone che sono citate nell'enciclopedia e per le quali è stato implementato correttamente il template Bio. Pagina aggiornata al 23 mag 2025. |

Questa è una lista di persone presenti nell'enciclopedia che hanno il nome Willem, suddivise per attività principale.

## Allenatori di calcio(3)
- Willem van Hanegem, allenatore di calcio e ex calciatore olandese (Breskens, n. 1944)
- Willem Hesselink, allenatore di calcio e calciatore olandese (Amhem, n. 1878 - † 1973)
- Willem Jackson, allenatore di calcio e ex calciatore sudafricano (Heidedal, n. 1972)

## Ammiragli(1)
- Willem Haultain de Zoete, ammiraglio olandese (n. 1565 - Sluis, † 1637)

## Artisti(1)
- Willem de Pannemaker, artista fiammingo (Bruxelles, n. 1512 - Bruxelles, † 1581)

## Astronomi(2)
- Willem Hendrik van den Bos, astronomo olandese (Rotterdam, n. 1896 - † 1974)
- Willem Jacob Luyten, astronomo statunitense (Semarang, n. 1899 - Minneapolis, † 1994)

## Banchieri(1)
- Wim Duisenberg, banchiere, politico e economista olandese (Heerenveen, n. 1935 - Faucon, † 2005)

## Botanici(2)
- Willem ten Rhijne, botanico e medico olandese (Deventer, n. 1647 - Giacarta, † 1700)
- Willem Frederik Reinier Suringar, botanico olandese (Leeuwarden, n. 1832 - Leida, † 1898)

## Calciatori(12)
- Wim Anderiesen, calciatore olandese (Amsterdam, n. 1903 - † 1944)
- Willem Boerdam, calciatore olandese (Rotterdam, n. 1883 - † 1966)
- Pim Doesburg, calciatore olandese (Rotterdam, n. 1943 - Berkel en Rodenrijs, † 2020)
- Willem Geubbels, calciatore francese (Villeurbanne, n. 2001)
- Wim Groskamp, calciatore olandese (Amsterdam, n. 1886 - † 1974)
- Willem Janssen, ex calciatore olandese (Nimega, n. 1986)
- Willem Janssen, calciatore olandese (Lonneker, n. 1880 - † 1976)
- Wim Kieft, ex calciatore olandese (Amsterdam, n. 1962)
- Wim Kooiman, ex calciatore olandese (Oud-Beijerland, n. 1960)
- Wim Lagendaal, calciatore olandese (Rotterdam, n. 1909 - † 1987)
- Wim Landman, calciatore olandese (Rotterdam, n. 1921 - Rotterdam, † 1975)
- Willy de Vos, calciatore olandese (Geervliet, n. 1880 - † 1957)

## Canoisti(1)
- Wim van der Kroft, canoista olandese (Haarlem, n. 1916 - Den Helder, † 2001)

## Canottieri(1)
- Boudewijn Röell, canottiere olandese (Leidschendam, n. 1989)

## Cantanti(2)
- Waylon, cantante olandese (Apeldoorn, n. 1980)
- Bill van Dijk, cantante e attore olandese (Rotterdam, n. 1947)

## Cardinali(3)
- Willem Jacobus Eĳk, cardinale e arcivescovo cattolico olandese (Duivendrecht, n. 1953)
- Willem Enckenwoirt, cardinale e vescovo cattolico olandese (Mierlo, n. 1464 - Roma, † 1534)
- Willem Marinus van Rossum, cardinale e arcivescovo cattolico olandese (Zwolle, n. 1854 - Maastricht, † 1932)

## Cartografi(1)
- Willem Blaeu, cartografo e editore olandese (n. 1571 - Amsterdam, † 1638)

## Cembalari(1)
- Willem Kroesbergen, cembalaro olandese (Utrecht, n. 1943)

## Cestisti(3)
- Willem Brandwijk, cestista olandese (Voorburg, n. 1995)
- Willem Laure, ex cestista francese (La Trinité, n. 1976)
- Butch van Breda Kolff, cestista, allenatore di pallacanestro e dirigente sportivo statunitense (Glen Ridge, n. 1922 - Spokane, † 2007)

## Ciclisti su strada(3)
- Wim van Est, ciclista su strada e pistard olandese (Fijnaart, n. 1923 - Roosendaal, † 2003)
- Wim Van Eynde, ex ciclista su strada belga (Lier, n. 1960)
- Willem Wauters, ex ciclista su strada belga (Gand, n. 1989)

## Compositori(2)
- Willem de Fesch, compositore e violinista olandese (Alkmaar, n. 1687 - Londra, † 1761)
- Willem Pijper, compositore olandese (Zeist, n. 1894 - Leidschendam, † 1947)

## Criminali(1)
- Willem Holleeder, criminale olandese (Amsterdam, n. 1958)

## Designer(1)
- Wim Crouwel, designer olandese (Groningen, n. 1928 - Amsterdam, † 2019)

## Diplomatici(1)
- Frederik van Bylandt, diplomatico e politico olandese (L'Aia, n. 1841 - Zeist, † 1924)

## Direttori d'orchestra(2)
- Willem Kes, direttore d'orchestra e violinista olandese (Dordrecht, n. 1856 - Monaco di Baviera, † 1934)
- Willem van Otterloo, direttore d'orchestra e compositore olandese (Winterswijk, n. 1907 - Melbourne, † 1978)

## Dirigenti sportivi(1)
- Wim Stroetinga, dirigente sportivo, ex pistard e ciclista su strada olandese (Drachten, n. 1985)

## Disc jockey(1)
- Headhunterz, disc jockey, doppiatore e produttore discografico olandese (Veenendaal, n. 1985)

## Esploratori(1)
- Willem de Vlamingh, esploratore olandese (n. 1640)

## Filologi(1)
- Willem Canter, filologo classico olandese (Leeuwarden, n. 1542 - Lovanio, † 1575)

## Filosofi(1)
- Willem 's Gravesande, filosofo, fisico e matematico olandese ('s-Hertogenbosch, n. 1688 - Leida, † 1742)

## Fisiologi(1)
- Willem Einthoven, fisiologo olandese (Semarang, n. 1860 - Leida, † 1927)

## Fotografi(1)
- Willem van de Poll, fotografo olandese (Amsterdam, n. 1895 - Amsterdam, † 1970)

## Giuristi(1)
- Willem Hendrik Nieupoort, giurista e storico olandese (n. 1670 - † 1730)

## Hockeisti su prato(1)
- Wim van Heel, hockeista su prato olandese (L'Aia, n. 1922 - Middelburg, † 1972)

## Incisori(1)
- Willem Hondius, incisore, editore e cartografo olandese (L'Aia, n. 1598 - Danzica, † 1658)

## Ingegneri(2)
- Willem Marinus Dudok, ingegnere e architetto olandese (Amsterdam, n. 1884 - Hilversum, † 1974)
- Willem Johan van Bloomestein, ingegnere olandese (Surakarta, n. 1905 - Eemnes, † 1985)

## Judoka(1)
- Wim Ruska, judoka e wrestler olandese (Amsterdam, n. 1940 - Hoorn, † 2015)

## Linguisti(2)
- Willem Levelt, linguista olandese (Amsterdam, n. 1938)
- Willem Verloren Van Themaat, linguista, esperantista e traduttore olandese (Amsterdam, n. 1931 - Amsterdam, † 1996)

## Maratoneti(1)
- Willem Van Schuerbeeck, maratoneta belga (Merchtem, n. 1984)

## Matematici(2)
- Willem Klein, matematico olandese (Amsterdam, n. 1912 - Amsterdam, † 1986)
- Willem de Sitter, matematico, fisico e astronomo olandese (Sneek, n. 1872 - Leida, † 1934)

## Medici(1)
- Willem Johan Kolff, medico olandese (Leida, n. 1911 - Filadelfia, † 2009)

## Mercanti(2)
- Willem Bosman, mercante olandese (Utrecht, n. 1672)
- Willem Kieft, mercante e politico olandese (Amsterdam, n. 1600 - canale di Bristol, † 1647)

## Mezzofondisti(1)
- Wim Slijkhuis, mezzofondista olandese (Leida, n. 1923 - Badhoevedorp, † 2003)

## Microbiologi(1)
- Willem de Vos, microbiologo olandese (Apeldoorn, n. 1954)

## Militari(1)
- Willem van Keppel, II conte di Albemarle, militare britannico (Londra, n. 1702 - Parigi, † 1754)

## Navigatori(3)
- Willem Barents, navigatore e esploratore olandese (Terschelling - Novaja Zemlja, † 1597)
- Willem Janszoon, navigatore e esploratore olandese (Amsterdam, n. 1570 - † 1630)
- Willem Schouten, navigatore olandese (Hoorn - Baia d'Antongil, † 1625)

## Oculisti(1)
- Willem Van der Biest, oculista e esperantista belga

## Organari(1)
- Willem Hermans, organaro e gesuita olandese (Thorn, n. 1601 - Roma, † 1683)

## Pallanuotisti(4)
- Willem Bokhoven, pallanuotista olandese (Gouda, n. 1901 - Huizen, † 1982)
- Wim Hermsen, ex pallanuotista e astrofisico olandese (Hilversum, n. 1947)
- Wim van Spingelen, ex pallanuotista olandese (Utrecht, n. 1938)
- Wim Vriend, pallanuotista olandese (Amsterdam, n. 1941 - Amstelveen, † 2021)

## Partigiani(1)
- Willem Visser 't Hooft, partigiano e teologo olandese (Haarlem, n. 1900 - Ginevra, † 1985)

## Pattinatori di velocità su ghiaccio(1)
- Wim van der Voort, pattinatore di velocità su ghiaccio olandese ('s-Gravenzande, n. 1923 - Delft, † 2016)

## Piloti automobilistici(1)
- Willy Mairesse, pilota automobilistico belga (Momignies, n. 1928 - Ostenda, † 1969)

## Piloti motociclistici(1)
- Wilco Zeelenberg, pilota motociclistico olandese (Bleiswijk, n. 1966)

## Pittori(32)
- Willem van Aelst, pittore olandese (Delft, n. 1627 - Amsterdam)
- Willem Backereel, pittore fiammingo (Anversa, n. 1570 - Roma, † 1626)
- Willem van Bemmel, pittore, incisore e disegnatore olandese (Utrecht, n. 1630 - Norimberga, † 1708)
- Willem Buytewech, pittore, incisore e disegnatore olandese (Rotterdam, n. 1591 - Rotterdam, † 1624)
- Willem van Diest, pittore e disegnatore olandese (L'Aia - † 1668)
- Willem Drost, pittore olandese (Amsterdam, n. 1633 - Venezia, † 1659)
- Willem Duyster, pittore e disegnatore olandese (Amsterdam, n. 1599 - Amsterdam, † 1635)
- Willem Gabron, pittore fiammingo (Anversa, n. 1619 - Anversa, † 1678)
- Willem Claesz Heda, pittore olandese (Haarlem)
- Willem van Herp, pittore fiammingo (Anversa, n. 1614 - Anversa, † 1677)
- Willem Jacob Herreyns, pittore fiammingo (Anversa, n. 1743 - Anversa, † 1827)
- Willem de Heusch, pittore e incisore olandese (Utrecht - Utrecht, † 1692)
- Willem van Honthorst, pittore olandese (Utrecht, n. 1594 - Utrecht, † 1666)
- Willem Kalf, pittore olandese (Rotterdam, n. 1619 - Amsterdam, † 1693)
- Willem Key, pittore fiammingo (Breda - Anversa, † 1568)
- Willem de Kooning, pittore e scultore statunitense (Rotterdam, n. 1904 - New York, † 1997)
- Willem Mahue, pittore fiammingo (Bruxelles, n. 1517 - Bruxelles, † 1569)
- Willem Maris, pittore olandese (L'Aia, n. 1844 - L'Aia, † 1910)
- Willem van Nieulandt, pittore, incisore e poeta fiammingo (Anversa, n. 1584 - Amsterdam, † 1635)
- Willem Ormea, pittore olandese (Utrecht, n. 1611 - Utrecht, † 1673)
- Willem Roelofs, pittore, entomologo e litografo olandese (Amsterdam, n. 1822 - Berchem, † 1897)
- Willem Romeijn, pittore e disegnatore olandese (Haarlem - Haarlem)
- Willem van de Velde il Giovane, pittore olandese (Leida, n. 1633 - Londra, † 1707)
- Willem van de Velde il Vecchio, pittore olandese (Leida - Londra, † 1693)
- Willem van der Vliet, pittore olandese (Delft, n. 1584 - Delft, † 1642)
- Willem Doudijns, pittore, incisore e disegnatore olandese (L'Aia, n. 1630 - L'Aia, † 1697)
- Willem Schellinks, pittore, incisore e poeta olandese (Amsterdam - Amsterdam, † 1678)
- Willem Wissing, pittore olandese (Amsterdam, n. 1656 - Stamford, † 1687)
- Willem de Poorter, pittore olandese (Haarlem, n. 1608)
- Willem de Vos, pittore olandese
- Willem van Haecht, pittore, incisore e museologo fiammingo (Anversa, n. 1593 - Anversa, † 1637)
- Willem van Mieris, pittore olandese (Leida, n. 1662 - Leida, † 1747)

## Poeti(3)
- Willem Bilderdijk, poeta olandese (Amsterdam, n. 1756 - Haarlem, † 1831)
- Willem Kloos, poeta olandese (Amsterdam, n. 1859 - L'Aia, † 1938)
- Willem Godschalck van Focquenbroch, poeta, drammaturgo e medico olandese (Amsterdam, n. 1640 - Fort Elmina, † 1670)

## Politici(7)
- Willy Claes, politico belga (Hasselt, n. 1938)
- Wim Deetman, politico olandese (L'Aia, n. 1945)
- Willem Drees, politico olandese (Amsterdam, n. 1886 - L'Aia, † 1988)
- Wim Kok, politico e sindacalista olandese (Bergambacht, n. 1938 - Amsterdam, † 2018)
- Willem Schermerhorn, politico olandese (Akersloot, n. 1894 - Haarlem, † 1977)
- Willem Scholten, politico olandese (Deventer, n. 1927 - Leidschendam, † 2005)
- Willem Schuth, politico tedesco (Assen, n. 1954)

## Poliziotti(1)
- Willem Vlijm, poliziotto olandese (Ermelo, n. 1918 - Apeldoorn, † 2010)

## Rugbisti a 15(3)
- Willem Alberts, rugbista a 15 sudafricano (Pretoria, n. 1984)
- Willem Petrus Nel, rugbista a 15 sudafricano (Loeriesfontein, n. 1986)
- Willie le Roux, rugbista a 15 sudafricano (Stellenbosch, n. 1989)

## Schermidori(2)
- Willem Hubert van Blijenburgh, schermidore olandese (Zwolle, n. 1881 - Bilthoven, † 1936)
- Willem Driebergen, schermidore olandese (Katwijk aan Zee, n. 1892 - Harmelen, † 1965)

## Scrittori(4)
- Willem Arondéus, scrittore, pittore e partigiano olandese (Naarden, n. 1894 - Haarlem, † 1943)
- Willem Elsschot, scrittore e poeta belga (Anversa, n. 1882 - Anversa, † 1960)
- Willem Frederik Hermans, scrittore olandese (Amsterdam, n. 1921 - Utrecht, † 1995)
- Willem Gerard van Nouhuys, scrittore olandese (Zaltbommel, n. 1854 - L'Aia, † 1914)

## Scultori(1)
- Willem van Tetrode, scultore olandese († 1588)

## Teologi(1)
- Willem Hessels van Hest, teologo olandese (Gorinchem, n. 1542 - Douai, † 1613)

## Tiratori di fune(2)
- Willem van Loon, tiratore di fune olandese (Arnhem, n. 1891 - Arnhem, † 1975)
- Willem van Rekum, tiratore di fune olandese (Arnhem, n. 1892 - Arnhem, † 1961)

## Triplisti(1)
- Willem Peters, triplista olandese (Meppel, n. 1903 - Zwolle, † 1995)

## Velocisti(2)
- Willem de Beer, velocista sudafricano (Pretoria, n. 1988)
- Willem Kajander, velocista e giocatore di football americano finlandese (n. 1996)

## Vescovi cattolici(1)
- Willem Cobben, vescovo cattolico olandese (Sittard, n. 1897 - Sittard, † 1985)

## Senza attività specificata(1)
- Willem Sandberg, grafico olandese (Amersfoort, n. 1897 - Amsterdam, † 1984)